# Stazione di Kollam
La stazione di Kollam (in malayalam കൊല്ലം റെയിൽവേ സ്റ്റേഷൻ), comunemente nota come Stazione ferroviaria di Quilon, è la principale stazione ferroviaria a serve la città indiana di Kollam. È gestito dalla zona ferroviaria meridionale delle ferrovie indiane. È una delle stazioni ferroviarie più trafficate e più grandi del Kerala.